# Полигон (предприятие)
Полигон — российское научно-производственное предприятие, занимающееся разработкой, производством и обслуживанием радиоэлектронного и телекоммуникационного оборудования. Предприятие производит оборудование (коммутаторы, маршрутизаторы, конверторы, шлюзы и др.) для нужд операторов связи, промышленных предприятий, ведомственных структур, органов государственной власти и других заказчиков. Компания ориентирована на передовые экспериментальные разработки, создание конкурентоспособной отечественной продукции и качественную подготовку кадров.
Компания является системообразующим предприятием Республики Башкортостан и принимает активное участие в программе импортозамещения. Продукция НПП «Полигон» удовлетворяет положениям приказа Министерства промышленности и торговли Российской Федерации № 1399 от 3 июня 2015 года «О присвоении и подтверждении телекоммуникационному оборудованию, произведенному на территории Российской Федерации, статуса телекоммуникационного оборудования российского происхождения».
Компания ориентирована на систематическое проведение передовых экспериментальных разработок, создание интеллектуально насыщенной конкурентоспособной инновационной продукции и подготовку компетентных инженерных кадров. 
В декабре 2013 года экспертный совет АНО "Агентство стратегических инициатив по продвижению новых проектов" (АСИ) одобрил инициированный компанией бизнес-проект «Развитие производства отечественного телекоммуникационного оборудования».Данный проект предусматривает создание производства российских индустриальных коммутаторов Ethernet для применения в высоконадежных сетях энергетической инфраструктуры (генерация, транспортировка, распределение), отказоустойчивых сетях для критически важных объектов и производств, а также в составе сетевых систем видеонаблюдения, контроля доступа, систем автоматизации производства. В развитии этой темы в апреле 2014 года Наблюдательный совет АСИ под председательством Президента Российской Федерации В.В. Путина одобрил более масштабный проект системного характера «Развитие производства телекоммуникационного оборудования средними компаниями», реализация которого должна внести существенные изменения в структуру российского рынка телекоммуникационного оборудования. 
Предприятие успешно сотрудничает с Уфимским государственным авиационным техническим университетом (УГАТУ) в области проектирования телекоммуникационной аппаратуры и совершенствования программ профессиональной подготовки инженерных кадров.
ОАО НПП «Полигон» предлагает передовые, надёжные, основанные на общепринятых стандартах решения, выгодные в отношении “цена – качество” и полностью отвечающие потребностям различных категорий клиентов. В настоящее время на предприятии трудятся более 125 сотрудников, в том числе 3 кандидата наук.

## История
- 1941 год — организация завода «Уфимкабель» на базе эвакуированных предприятий.
- 1985 год — создание Уфимского Центра научно-технического творчества молодежи (НТТМ).
- 1988 год — создание НПП «Полигон».
- 1992 год — победа в тендере концерна БЭТО на производство оптоволоконного линейного тракта для соединений станций МТ-20 и ее выносов.
- 1996 год — переход на активное применение программируемых логических интегральных схем (ПЛИС) как основу архитектуры устройства.
- 2006 год — разработка первого отечественного коммутатора.
- 2013 год — экспертный совет АНО «Агентство стратегических инициатив по продвижению новых проектов» АСИ одобрил бизнес-проект «Развитие производства отечественного телекоммуникационного оборудования», инициированный компанией НПП «Полигон».

## Продукция
- Коммутаторы и оборудование Ethernet
- Промышленные коммутаторы с уровнем защиты IP30 и выше
- Оборудование FTTx
- Шлюзы TDMoIP
- Оптические модемы и мультиплексоры Е1 / Ethernet
- Аппаратура резервирования
- Мосты Ethernet over Е1
- Конвертеры RS232 и RS485 - Ethernet
- Устройства доступа Е1

## Основные направления деятельности
- Полный цикл разработки, производства и внедрения телекоммуникационного оборудования;
- Создание специального программного обеспечения;
- Маркетинг и реализация продукции;
- Сервисное обслуживание и техническая поддержка;
- Выполнение специальных заказов на разработку телекоммуникационного оборудования;
- Подготовка кадров и повышение квалификации с областях электроники и схемотехники.